# Iglesia católica liberal
Los nombres Iglesia católica liberal y Movimiento católico liberal son utilizados por varias denominaciones católicas independientes en todo el mundo basadas en las ideas del teosofista británico James I. Wedgwood, que combinan prácticas sacramentales católicas con la libertad de culto y, en particular, una apertura a ideas teosóficas. La Iglesia católica liberal es, por lo tanto, una forma de sincretismo entre la teosofía y el cristianismo. No tiene ninguna conexión con la Iglesia católica romana y posee su propia administración. El título también se aplica a varias denominaciones separadas e independientes a través del mundo sosteniendo muchas ideas teosóficas en común.

## Historia de la Iglesia
El fundador de la Iglesia católica liberal fue James I. Wedgwood, anteriormente miembro de la Iglesia anglicana, quién llegó a ser un teósofo. Wedgwood se sintió atraído por la Iglesia alta anglicana (término usado para referirse a congregaciones anglicanas que tienen muchas prácticas rituales asociadas con la misa católica), convirtiéndose en monaguillo y más tarde siendo enviado a la catedral de York, donde como director del coro enseñaba a los niños el canto llano. Como anglocatólico, se convirtió en miembro de la Confraternidad del Santísimo Sacramento, una sociedad devocional  dentro de la Comunión anglicana dedicada a venerar la «Presencia Real de Cristo en la Eucaristía», y que promueve la misa, la confesión regular y el ayuno eucarístico.
En 1904, Wedgwood asistió a una conferencia sobre teosofía impartida por Annie Besant en York, tras lo cual se unió a la Sociedad Teosófica y se le prohibió volver a la iglesia. Wedgwood abandonó la idea de seguir una carrera en la iglesia y decidió dedicarse a la obra de la Sociedad Teosófica, fungiendo como Secretario General de la Sociedad en Inglaterra y Gales entre 1911 y 1913, renunciando sólo para unirse a la Jurisdicción Británica de la Orden co-masónica, una forma de masonería que permite la membresía de hombres y mujeres. En 1913, Wedgwood se enteró de la existencia de la Iglesia católica antigua de Gran Bretaña (nacida de la Unión de Utrecht) y escribió una carta a su fundador, el arzobispo Arnold Harris Mathew, cuya respuesta reavivó su interés tanto en la iglesia como en ingresar nuevamente en las órdenes sagradas. Intercambiaron cartas durante un tiempo y Wedgwood le explicó su afiliación a la Sociedad Teosófica, a lo cual Mathew no expresó ninguna preocupación en ese momento. Ese mismo año, Wedgwood fue rebautizado y reconfirmado subcondicione, recibió las órdenes menores, incluido el subdiaconado. Posteriormente fue ordenado diácono y finalmente sacerdote el 22 de julio de 1913 en Londres.
El Arzobispo Mathew era un sacerdote que había abdicado como católico romano y había sido consagrado por el Arzobispo Gerardus Gul de Utrecht el 28 de abril de 1908 y nominado como el primer Obispo de la Iglesia católica antigua en Inglaterra. De este modo la Iglesia católica liberal afirma su sucesión apostólica que extienden hasta Roma. Con el tiempo, Mathew rompió todo los lazos con la Unión de Iglesias Utrecht, para jurar lealtad una vez más a la Iglesia católica y para aconsejar a aquellos de sus fieles que eran teósofos a renunciar a su membresía a la Sociedad Teosófica de Adyar. Este consejo no fue tomado seriamente por muchos de los miembros de la iglesia. 
En 1915, Wedgwood visitó Australia como Gran Secretario de la Orden de la Co-masonería Universal y conoció a Charles Webster Leadbeater, un supuesto clarividente y sacerdote anglicano, así como una figura destacada del movimiento teosófico. Inició a Leadbeater en la masonería y le habló de su ordenación sacerdotal en la Iglesia católica antigua. A su regreso a Inglaterra, Wedgwood se enteró de que uno de los obispos de la iglesia, Frederick Samuel Willoughby, se había visto envuelto en un escándalo de homosexualidad y, como resultado, había sido suspendido por el arzobispo Mathew. También se enteró de que Mathew quería que todo el clero de la Iglesia antigua renunciara a la Teosofía. Pocos se molestaron en responder a Mathew y poco después Mathew «disolvió» su iglesia. 
Entretanto, el obispo Willoughby ofreció consagrar a Wedgwood al episcopado para proteger la sucesión apostólica tal como la había recibido. Wedgwood, sin embargo, consciente de que las acusaciones contra Willoughby eran sustancialmente ciertas, se acercó a varios otros obispos en busca de la consagración como obispo. Escribió al arzobispo católico antiguo de Utrech, por quien Mathew había sido consagrado originalmente, pero no recibió respuesta. Luego se acercó al obispo Frederick James, otro teósofo y homosexual, y a varios otros obispos independientes, pero ninguno accedió. Sin otras opciones abiertas, Wedgwood recibió de Willoughby, King y Gauntlett la sucesión apostólica el 13 de febrero de 1916. Esto tuvo lugar solo después de que el arzobispo Mathew disolviera la Iglesia católica antigua de Gran Bretaña y publicara una carta en The Times anunciando su intención de unirse a la Iglesia católica.
Consagrado obispo, Wedgwood comenzó la organización que más tarde llegaría a ser la Iglesia católica liberal, y de la que sería el primer Obispo Presidente. El Obispo Wedgwood publicó artículos dentro de la Sociedad Teosófica sobre el trabajo ceremonial. Más tarde, ese mismo año, Wedgwood viajó de nuevo a Australia, donde consagró a Leadbeater como obispo en Sídney el 22 de julio de 1916. Wedgwood fundó formalmente la Iglesia católica liberal en los EE. UU. en 1917.Leadbeater sucedió con el tiempo a Wedgwood como obispo presidente de la Iglesia católica liberal. A partir de ese momento, Wedgwood viajó por el mundo como obispo misionero, creando el Rito Liberal (una forma de liturgia cristiana) en cooperación con Leadbeater, fundando misiones de la iglesia y publicando una serie de obras sobre teología y liturgia. Tras acusaciones de conducta sexual inapropiada con menores contra él y varios otros sacerdotes y obispos de la Iglesia liberal en 1919, Wedgwood renunció a la Sociedad Teosófica y a la Iglesia católica liberal.
En 1947, una parte de la Iglesia católica liberal se separó debido a una controversia alrededor de la suspensión de un obispo de la Iglesia. Esta división independiente se autodenomina Iglesia católica liberal internacional, y a pesar de su nombre, solo está presente en los EE. UU. La Iglesia católica liberal internacional afirma adherirse al catolicismo «con la más amplia medida de libertad intelectual y respeto por la conciencia individual».

## Estructura de la Iglesia
La Iglesia católica liberal es gobernada por el «Sínodo Episcopal General» de todos los Obispos de la Iglesia. El Sínodo se reúne formalmente cada tres años y elige un Obispo Presidente de su jerarquía como director ejecutivo de la Iglesia. El actual Obispo Presidente de la Iglesia católica liberal es el Reverendo Graham Wale. El Sínodo Episcopal General también elige clérigos para el Episcopado, con la aprobación de las parroquias Católicas Liberales de sus respectivas Provincias. Los obispos de la Iglesia católica liberal pueden cumplir su función hasta el retiro obligatoria a la edad de 75 años.
Cada Provincia de la Iglesia católica liberal es gobernada por un Obispo Regionario quien, a su vez, puede tener uno o más Obispos funcionando como asistentes debajo de él. Una Provincia puede también tener su propio Sínodo Clerical de Diáconos, Sacerdotes y Obispos. En su mayoría, estos clérigos no son remunerados por la Iglesia y poseen trabajos fuera de esta para su manutención. Ellos también pueden casarse y tener propiedades.
El entrenamiento para el clérigo puede variar de provincia a provincia. El Instituto de Estudios Católico Liberal fue creado para estandarizar el programa de estudios para el desarrollo de futuros díaconos y sacerdotes pero las personas laicas también pueden seguir estos cursos.

## Sacramentos y Sucesión Apostólica
La Iglesia católica liberal reconoce siete fundamentales sacramentos: Bautismo, Confirmación, Sagrada Eucaristía, Absolución, Sagrada Unción, Matrimonio y Órdenes Sagradas. Afirma una sucesión apostólica ininterrumpida a través de la Iglesia católica antigua.

## Unidad de todas las Religiones
La Iglesia católica liberal cree que hay un cuerpo de doctrina y una experiencia mística común a todas las grandes religiones del mundo y las cuales no pueden ser reclamadas como de exclusiva posesión de nadie. Moviéndose dentro de la órbita del cristianismo y refiriéndose a sí misma como una característica Iglesia cristiana, sin embargo sostiene que las otras grandes religiones del mundo son también divinamente inspiradas y que todas proceden de una fuente común, aunque las diferentes religiones dan énfasis a diferentes aspectos de las varias enseñanzas.

## Primer cisma
En 1941 hubo un cisma en la Iglesia católica liberal en los Estados Unidos, en relación con controversias que involucraban al Obispo Charles Hampton, quien, siendo él mismo un teósofo, deseaba mantener la adherencia a los principios teosóficos de forma opcional para el clérigo. Algunas ramas de la iglesia dispusieron un estilo de vida más esotérico y dieta vegetariana a sus clérigos. La iglesia como un todo no requería ni aun requiere la membresía en la Sociedad Teosófica.
La controversia que rodeaba al Obispo Hampton condujo a una batalla legal en los Estados Unidos que finalmente separó en dos diferentes divisiones, ambas de las cuales clamaron ser la Iglesia católica liberal. Frank W. Pigott, el 3.er. Obispo Presidente en Inglaterra, quien sostenía un ideal más teosófico para la iglesia, removió a Hampton y luego ordenó la confiscación de cierta propiedad de la iglesia en Centro Regionario de California y forzó a la renuncia a aquellos clérigos bajo Hampton que se negaron a apoyar su nuevo reemplazo episcopal. Al tiempo, la mayoría de los Católicos Liberales en Estados Unidos apoyaron a Hampton y vio su remoción de su cargo como Regionario y los otros subsecuentes precedentes como un rompimiento al canon de leyes y una violación a algunas de las leyes de California bajo las cuales la iglesia había sido incorporada en Estados Unidos. Estos clérigos continuaron por su propia cuenta y ganaron el derecho de ser llamados la Iglesia católica liberal en los Estados Unidos (mientras se llamó la Iglesia católica liberal Internacional en el resto del mundo). Aquellos que siguieron al Obispo Pigott en Inglaterra son conocidos en Estados Unidos como la Iglesia católica liberal, Provincia de los Estados Unidos de América. Ambas divisiones tienen similar estructura de gobierno y administración.

## Otra Reforma
En 2003 tuvo lugar un cambio en la Iglesia católica liberal en todo el mundo. El tema principal fue la limitación del inalienable derecho de los Obispos a ordenar candidatos de su elección y en particular la ordenación de mujeres en las Órdenes Sagradas. Es difícil decir quién continua la tradición y quién no. En este sentido todas las parroquias de las Provincias de Holanda, Bélgica y Canadá quienes representan el ala “liberal” de la Iglesia católica liberal en el mundo, por votos de sus miembros reunidos para su convención nacional, declararon que el Sínodo Episcopal bajo la jurisdicción del Reverendo Ian Hooker ya no representa su legítimo gobierno y eligió un nuevo Sínodo Episcopal bajo la presidencia del Reverendo Tom Degenaars. Ellos aún usan el nombre de Iglesia católica liberal porque ellos nunca han abdicado a la Iglesia católica liberal, ellos consideran su movimiento como una Reforma. El “Ala Conservadora” abrió “La Orden de Nuestra Señora” en 2002, como una alternativa para las mujeres que se postulan para ordenación, la que es una Orden laica y no es parte de los Sacramentos de las Sagradas Órdenes. Dado que ambos grupos se autodenominan Iglesia católica liberal la distinción entre los mismos resulta confusa. De modo significativo, en 2003, el nuevo Sínodo Episcopal Elegido se proclamó por el derecho de la mujer a ser ordenada. Otras Provincias se unieron al nuevo Sínodo Episcopal: Austria, Suecia, Dinamarca, Alemania, Camerún, y ambos Congos. Varias nuevas congregaciones se han formado en Inglaterra y Estados Unidos. La membresía de este nuevo movimiento se estima que excede los 50.000 miembros.
En su Sínodo Episcopal General en 2004, unas pocas semanas después de la elección del “Nuevo Sínodo Episcopal”, la Iglesia católica liberal Internacional también comenzó la ordenación de mujeres hasta la Orden de Obispo inclusive.
En 1982 Ernest W. Jackson había renunciado a la Provincia de Canadá y comenzado un grupo denominado Iglesia católica liberal – Sínodo de Teosofía. El grupo era siempre muy pequeño, pero el 15 de mayo de 2005, bajo el liderazgo de John Schwarz III, ellos se unieron a la rama progresista de la Iglesia católica liberal de Holanda, Bélgica y Canadá. El sínodo de Teosofía ya no mantiene una existencia separada.
Sin embargo, mientras que todas estas discusiones estaban teniendo lugar, en Gran Bretaña, el 10 de abril de 2003, la Profesora Elizabeth Stuart, habiendo ya sido ordenada a través de las órdenes menores en una capilla en Winchester, y consecuentemente a través del tiempo fue ordenada para el diaconado y el sacerdocio, fue consagrada de acuerdo al rito Católico Liberal y ordenada Obispo. Actualmente la Obispo Stuart, desde su separación de la Iglesia Episcopal Abierta se ha convertido en Arzobispo de la Provincia Británica de la Iglesia católica liberal Internacional en Gran Bretaña.